# Ilárraz
Ilárraz (Ilarratz en euskera) es una localidad española de la Comunidad Foral de Navarra perteneciente al municipio de Esteríbar. Está situado en la Merindad de Sangüesa, en la Comarca de Auñamendi. Su población en 2014 fue de 19 habitantes (INE). 
La localidad se encuentra en pleno Camino de Santiago. Concretamente es el primer pueblo de la tercera etapa del Camino Francés, y aunque no tiene servicios, sí dispone de un albergue de peregrinos.